# Labuche Kang
Labuche Kang är ett berg i Kina. Det ligger i den autonoma regionen Tibet, i den sydvästra delen av landet, omkring 490 kilometer väster om regionhuvudstaden Lhasa. Toppen på Labuche Kang är 7 367 meter över havet.
Labuche Kang är den högsta punkten i trakten. Runt Labuche Kang är det mycket glesbefolkat, med 4 invånare per kvadratkilometer. Det finns inga samhällen i närheten. Trakten runt Labuche Kang består i huvudsak av gräsmarker.
Genomsnittlig årsnederbörd är 855 millimeter. Den regnigaste månaden är juli, med i genomsnitt 163 mm nederbörd, och den torraste är november, med 3 mm nederbörd.